# Len Wein
Len Wein (New York, 12 giugno 1948 – 10 settembre 2017) è stato un fumettista statunitense.
È conosciuto per essere il creatore di celebri personaggi dei comics, tra cui Swamp Thing (1971, con i disegni di Berni Wrightson) e Wolverine (1974, disegni di Herb Trimpe).

## DC Comics
Il suo primo lavoro professionista nel mondo dei comics è alla DC Comics nel 1968, nel nº 18 della prima serie (1966-1978) dei Teen Titans: la storia, Eye of the Beholder!, scritta assieme a Marv Wolfman, introduce il personaggio di Starfire che verrà poi denominata Red Star (Wolfman creerà in seguito l'omonima e ben più celebre Starfire, assieme a George Pérez, nei primi anni ottanta).
Alla DC scrive diverse storie per Adventure Comics, Flash, Superman, avvicinandosi progressivamente al genere paranormale e occulto. Nell'importante filone interno che la casa editrice pubblicò fra gli anni sessanta e settanta (reso celebre soprattutto per l'opera di disegnatori come Neal Adams), Wein ebbe un ruolo di spicco, scrivendo alcune storie all'interno della seconda serie (1969-1976) di The Phantom Stranger, ma soprattutto creando il personaggio di Swamp Thing nel luglio del 1971, nel nº 92 di House of Secrets (prima serie).
Swamp Thing ebbe una sua serie autonoma, durata 24 numeri (1972-1976), in cui Wein (autore dei primi 13 numeri) assieme alle matite di Berni Wrightson, definì le caratteristiche originali del personaggio: Wein continuò come supervisore nella seconda serie (1982-1996) di Swamp Thing, pubblicando i primi 24 numeri (comprensive delle prime rivoluzionarie storie di Alan Moore) e lasciando quindi il ruolo a Karen Berger.

## Marvel Comics
Wein iniziò la collaborazione con la Marvel nei primi anni settanta, scrivendo un paio di numeri di Daredevil, assieme a Roy Thomas e, lungo il decennio, collaborò a serie quali Marvel Team-Up, The Amazing Spider-Man, The Incredible Hulk, The Mighty Thor, Fantastic Four, The Defenders.
Assieme a Dave Cockrum nel 1975, con nº 1 di Giant Size X-Men, ridefinì il gruppo degli X-Men, creando personaggi quali Nightcrawler, Tempesta, Colosso e Thunderbird. Wein, assieme a Chris Claremont scrisse anche le storie d'introduzione dei nuovi personaggi nella serie regolare The Uncanny X-Men: The Doomsmith Scenario! (nº 94, agosto 1975), e Warhunt!, (nº 95, ottobre 1975), entrambi con i disegni di Cockrum. La definizione completa del gruppo venne poi portata avanti dal solo Claremont.
Ma tra i vari personaggi creati nel periodo della Marvel, Wein è ricordato soprattutto per Wolverine, disegnato per la prima volta da Herb Trimpe, ma la cui genesi grafica è di John Romita Sr., direttore artistico della Marvel che mise su carta le idee di Wein. Il personaggio fa la sua apparizione in un cameo nel nº 180 (ottobre 1974) della seconda serie The Incredible Hulk, come antagonista di Hulk: nel numero successivo il personaggio debutterà in modo completo.
Anche Wolverine fa parte dei personaggi del nuovo team che appare in Giant Size X-Men nº 1 (si tratta della sua seconda storia completa, dopo Hulk nº 181).

## Il ritorno alla DC e gli anni seguenti
Tornato alla DC alla fine degli anni settanta, Wein continuò come sceneggiatore su diverse testate, tra cui Batman (21 numeri, tra il 1979 e il 1980) e Green Lantern (15 numeri, 1980-1985).
Come supervisore, oltre alla già citata seconda serie di Swamp Thing, si ricordi la celebre miniserie Watchmen (12 numeri, 1986-1987) di Alan Moore e Dave Gibbons.
Dagli anni novanta è attivo anche nelle sceneggiature di trasposizioni televisive e cinematografiche, anche animate, di numerosi personaggi e serie a fumetti.
Nel 2008 è stato inserito nella The Will Eisner Award Hall of Fame per il suo contributo pluridecennale all'industria dei comics.